# قائمة نظريات التعلم
- تعدد الذكاء (هاورد غاردنر)[1]
- أنماط التعلم (د. روملهارت، د. نورمان)[2]
- بنية التفكير (ج جيلفورد)[3][4]
- الترابطية (هـ. ثورندايك)[5]
- نظرية تريارتشيك ( روبرت ستيرنبرغ)[6]
- تعلم الكبار (مالكولم نولز)[7]
- تعليم بالمعيار المشار إليه (ر. ماجر)
- تعليم وتصميم مرتكز على النموذج التصفيفي (أ. غيبونز)
- تعليمات راسيا (ج برانسفورد وCTGV و)
- التفكير الجانبي (هاء ديبونو)
- تكييف استثابي (ب. سكينر)
- التنمية الاجتماعية (لام فيجوتسكي)
- حل المسائل العامة (أ. نويل وسيمون ه.)
- حل المشكلات الرياضية (أ. شونفيلد)
- حلقة التعلم المزدوجة (س. أرجيريس)
- شروط التعلم (ر. جانييه)
- علم الظواهر (ف. مارتون ون. انتوسل)
- مستويات التجهيز (كريك ولوكهارت)
- معالجة التفاعل الموهبي - (لام كرونباخ وسنو ر.)
- نظرية الحد (جيم هال)
- نظرية الاشارة (هاء تولمان)
- نظرية البنائية (ج. برونر)
- نظرية التحميل المعرفي (ج. سويلر)
- نظرية التحولية (ج Mezirow)
- نظرية الترميز المزدوج (أ. بافيو)
- نظرية التعلم الاجتماعي (باندورا أ)
- نظرية التعلم الإنشائية (ج سكاندورة)
- نظرية التعلم الرياضي (ر. أتكينسون)
- نظرية التنافر المعرفي (ل. فستنجر)
- نظرية التواصل (هاء غوثري)
- نظرية التوضيح (سي ريلوث)
- نظرية الجشطالت (م. فرتهايمر)
- نظرية السيناريو (ر. شانك)
- نظرية العزو (باء اينر)
- نظرية المحادثة (ج. باسك)
- نظرية المعرفة الجينية (ج. بياجيه)
- نظرية المعرفة المرونة (ر. سبيرو)
- نظرية تعلم الكبار (ب. كروس)
- نظرية عرض المكون (م. ميريل)
- نظرية عينات التحفيز (و. إستيس)
- نظرية لانداماتيك (ل. لاندا)
- نظرية لقط المعلومات (جيبسون ي ي)
- نظرية معالجة المعلومات (ميلر الجا)
- نظرية وظيفية السياق (ت ستيخت)
- نظرية التصليح (ك فانلن)
- نظم الرمز (زاي سالومون)